# Copidognathus graveolus
Copidognathus graveolus is een mijtensoort uit de familie van de Halacaridae. De wetenschappelijke naam van de soort werd in 1962 voor het eerst geldig gepubliceerd door Françoise Monniot.